# 1863 Antinous
1863 Antinous eller 1948 EA är en asteroid som ingår i gruppen Apollo-asteroid. Den upptäcktes 7 mars 1948 av den amerikanske astronomen Carl A. Wirtanen vid Lick Observatory. Den har fått sitt namn efter Antinous.
Asteroiden har en diameter på ungefär 2 kilometer och den tillhör asteroidgruppen Apollo.